# مارتن غريفز
مارتن غريفز (بالإنجليزية: Martin Greif)‏ هو ناشر وكاتب وأستاذ جامعي أمريكي، ولد في 4 فبراير 1938 في نيويورك في الولايات المتحدة، وتوفي في 17 نوفمبر 1996.